# Championnat d'Amérique du Sud de rugby à XV 2012
 (signalé en mai 2025).
Si vous disposez d'ouvrages ou d'articles de référence ou si vous connaissez des sites web de qualité traitant du thème abordé ici, merci de compléter l'article en donnant les références utiles à sa vérifiabilité et en les liant à la section « Notes et références ».
- Archive Wikiwix
- Bing
- Cairn
- DuckDuckGo
- E. Universalis
- Gallica
- Google
- G. Books
- G. News
- G. Scholar
- Persée
- Qwant
- (zh) Baidu
- (ru) Yandex
- (wd) trouver des œuvres sur Wikidata

Navigation
Championnat 2011 Championnat 2013
Le Championnat d'Amérique du Sud de rugby à XV 2012 est une compétition de rugby à XV organisée par la Confederación sudamericana de rugby. Les résultats des matchs comptent également pour les qualifications de la Coupe du monde 2015. La 34e édition se déroule du 20 mai au 26 mai 2012 et est remportée par l'équipe d'Argentine A également appelée les Jaguars.

## Équipes participantes
| Division A - Argentine A - Brésil - Chili - Uruguay | Division B - Colombie - Paraguay - Pérou - Venezuela | Division C - Costa Rica - Équateur - Guatemala - Salvador |

## Division A

### Format
L'Argentine, le Brésil, le Chili et l'Uruguay disputent des matchs sous la forme d'un tournoi. Le premier est déclaré vainqueur.

### Classement
| Rang | Nation          | J | V | N | D | Pm  | Pe  | Diff | Pts |
| ---- | --------------- | - | - | - | - | --- | --- | ---- | --- |
| 1    | Argentine A (T) | 3 | 3 | 0 | 0 | 210 | 11  | +199 | 9   |
| 2    | Uruguay         | 3 | 2 | 0 | 1 | 59  | 81  | -22  | 6   |
| 3    | Chili           | 3 | 1 | 0 | 2 | 51  | 82  | -31  | 3   |
| 4    | Brésil          | 3 | 0 | 0 | 3 | 21  | 157 | -136 | 0   |

|  | Vainqueur (no 1).        |
|  | T : Tenant du titre 2011 |

### Résultats
| 20 mai 2012 14 h 00 UTC−04:00 | Argentine A | 40 – 5 | Uruguay | Santiago Arbitre : F. Balbontin |
| 20 mai 2012 14 h 00 UTC−04:00 |             |        |         | Santiago Arbitre : F. Balbontin |
| 20 mai 2012 14 h 00 UTC−04:00 |             |        |         | Santiago Arbitre : F. Balbontin |

| 20 mai 2012 18 h 00 UTC−04:00 | Chili | 19 – 6 | Brésil | Santiago Arbitre : M. Fresia |
| 20 mai 2012 18 h 00 UTC−04:00 |       |        |        | Santiago Arbitre : M. Fresia |
| 20 mai 2012 18 h 00 UTC−04:00 |       |        |        | Santiago Arbitre : M. Fresia |

| 23 mai 2012 14 h 00 UTC−04:00 | Argentine A | 111 – 0 | Brésil | Santiago Arbitre : J. Montes |
| 23 mai 2012 14 h 00 UTC−04:00 |             |         |        | Santiago Arbitre : J. Montes |
| 23 mai 2012 14 h 00 UTC−04:00 |             |         |        | Santiago Arbitre : J. Montes |

| 23 mai 2012 16 h 00 UTC−04:00 | Chili | 26 – 27 | Uruguay | Santiago Arbitre : M. Freitas |
| 23 mai 2012 16 h 00 UTC−04:00 |       |         |         | Santiago Arbitre : M. Freitas |
| 23 mai 2012 16 h 00 UTC−04:00 |       |         |         | Santiago Arbitre : M. Freitas |

| 26 mai 2012 14 h 00 UTC−04:00 | Uruguay | 27 – 15 | Brésil | Santiago Arbitre : F. Balbotin |
| 26 mai 2012 14 h 00 UTC−04:00 |         |         |        | Santiago Arbitre : F. Balbotin |
| 26 mai 2012 14 h 00 UTC−04:00 |         |         |        | Santiago Arbitre : F. Balbotin |

| 26 mai 2012 16 h 00 UTC−04:00 | Argentine A | 59 – 6 | Chili | Santiago Arbitre : J. Montes |
| 26 mai 2012 16 h 00 UTC−04:00 |             |        |       | Santiago Arbitre : J. Montes |
| 26 mai 2012 16 h 00 UTC−04:00 |             |        |       | Santiago Arbitre : J. Montes |

## Division B

### Format
Le Paraguay, la Colombie, le Venezuela et le Pérou disputent le tournoi du 9 septembre au 15 septembre 2012 au Vénézuela. Le premier est déclaré vainqueur.

### Classement
| Rang | Nation    | J | V | N | D | Pm  | Pe  | Diff | Pts |
| ---- | --------- | - | - | - | - | --- | --- | ---- | --- |
| 1    | Paraguay  | 3 | 3 | 0 | 0 | 196 | 28  | +168 | 9   |
| 2    | Colombie  | 3 | 2 | 0 | 1 | 92  | 66  | +26  | 6   |
| 3    | Venezuela | 3 | 1 | 0 | 2 | 39  | 116 | -77  | 3   |
| 4    | Pérou     | 3 | 0 | 0 | 3 | 29  | 146 | -117 | 0   |

|  | Vainqueur (no 1). |

### Résultats
| 9 septembre 2012 | Paraguay | 54 – 17 | Colombie | Valencia |
| 9 septembre 2012 |          |         |          | Valencia |
| 9 septembre 2012 |          |         |          | Valencia |

| 9 septembre 2012 | Venezuela | 28 – 17 | Pérou | Valencia |
| 9 septembre 2012 |           |         |       | Valencia |
| 9 septembre 2012 |           |         |       | Valencia |

| 12 septembre 2012 | Colombie | 26 – 3 | Venezuela | Valencia |
| 12 septembre 2012 |          |        |           | Valencia |
| 12 septembre 2012 |          |        |           | Valencia |

| 12 septembre 2012 | Paraguay | 69 – 3 | Pérou | Valencia |
| 12 septembre 2012 |          |        |       | Valencia |
| 12 septembre 2012 |          |        |       | Valencia |

| 15 septembre 2012 | Paraguay | 73 – 8 | Venezuela | Valencia |
| 15 septembre 2012 |          |        |           | Valencia |
| 15 septembre 2012 |          |        |           | Valencia |

| 15 septembre 2012 | Colombie | 49 – 9 | Pérou | Valencia |
| 15 septembre 2012 |          |        |       | Valencia |
| 15 septembre 2012 |          |        |       | Valencia |

## Division C

### Format
Le Costa Rica, le Guatemala, l'Equateur et le Salvador disputent le tournoi du 2 décembre au 8 décembre 2012 au Guatemala. Le premier est déclaré vainqueur.

### Classement
| Rang | Nation     | J | V | N | D | Pm  | Pe  | Diff | Pts |
| ---- | ---------- | - | - | - | - | --- | --- | ---- | --- |
| 1    | Costa Rica | 3 | 3 | 0 | 0 | 127 | 21  | +106 | 9   |
| 2    | Guatemala  | 3 | 2 | 0 | 1 | 69  | 49  | +20  | 6   |
| 3    | Équateur   | 3 | 1 | 0 | 2 | 54  | 38  | +16  | 3   |
| 4    | Salvador   | 3 | 0 | 0 | 3 | 15  | 157 | -142 | 0   |

|  | Vainqueur (no 1). |

### Résultats
| 2 décembre 2012 | Costa Rica | 57 – 3 | Salvador | Ciudad de Guatemala |
| 2 décembre 2012 |            |        |          | Ciudad de Guatemala |
| 2 décembre 2012 |            |        |          | Ciudad de Guatemala |

| 2 décembre 2012 | Guatemala | 5 – 0 | Équateur | Ciudad de Guatemala |
| 2 décembre 2012 |           |       |          | Ciudad de Guatemala |
| 2 décembre 2012 |           |       |          | Ciudad de Guatemala |

| 5 décembre 2012 | Équateur | 8 - 33 | Costa Rica | Ciudad de Guatemala |
| 5 décembre 2012 |          |        |            | Ciudad de Guatemala |
| 5 décembre 2012 |          |        |            | Ciudad de Guatemala |

| 5 décembre 2012 | Guatemala | 54 – 12 | Salvador | Ciudad de Guatemala |
| 5 décembre 2012 |           |         |          | Ciudad de Guatemala |
| 5 décembre 2012 |           |         |          | Ciudad de Guatemala |

| 8 décembre 2012 | Équateur | 46 – 0 | Salvador | Ciudad de Guatemala |
| 8 décembre 2012 |          |        |          | Ciudad de Guatemala |
| 8 décembre 2012 |          |        |          | Ciudad de Guatemala |

| 8 décembre 2012 | Guatemala | 10 - 37 | Costa Rica | Ciudad de Guatemala |
| 8 décembre 2012 |           |         |            | Ciudad de Guatemala |
| 8 décembre 2012 |           |         |            | Ciudad de Guatemala |